# Еразъм Охридски
Свети Еразъм Охридски или Еразъм Формийски, известен и като Свети Елм  (на гръцки: Άγιος Έρασμος; на латински: Sanctus Erasmus) е християнски светец от IV век.
Паметта му се тачи в гръцките, Българската православна църква и Католическата църква на 2 юни, а в руската – на 4 май. Той е в числото на Четиринадесетте свети помощници - смятан за покровител на моряците, закрилящ ги при морски бури (във връзка с това възникващите по време на бури електрически разряди на върховете на корабните мачти се наричат Огньове на Свети Елм.) Също така, поради специфичния начин по който се смята, че е бил измъчван, той е призоваван на помощ при заболявания на червата (особено почитан в този смисъл по поречието на река Рейн). Това се отразява и в иконографията на светеца, рисуван с разпран от палача стомах, както и с макара, на която са навити измъкнатите от корема му черва (която често се интерпретира и като корабна лебедка с навито на нея въже).

## Извори
Еразъм се споменава за пръв път в италийската редакция на Мартиролога на блажения Йероним (Йероним Стридонски) от първата половина на V век (Formiae in Campania Herasmi).
Паметта на Еразъм се тачи на 2 юни в мраморния Неаполитански календар от първата половина на IX век и в Синаксара на Константинополската патриаршия в края на X век. В руската църква паметта на Еразъм е утвърдена на 4 май. Има руски списъци със служби от XII – XIV век, в които се споменава Свети Еразъм.
„Мъченичеството на Еразъм“ е легенда в източен стил, типична за италийската агиография от византийския и поствизантийския период, съдържаща недостоверни сведения. Тези текстове се датират в VII – началото на IX век. Текстът на „Мъченичеството“ е запазен в редица източнославянски сборници, като най-старите са в пергаментовия Успенски сборник (ГИМ. Усп. № 4 перг. Л. 118 об.- 124), датиран не по-късно от края на XII и началото на XIII век и в сборник от средата на XV век (РГБ. Ф. 98. Егор. № 279). 
В житието на Еразъм вероятно са смесени няколко светци. В IX век в Мартиролога на Узуард е отбелязан мъченик Еразъм от Антиохия на 25 ноември. Вероятно при съставянето на „Мъченичеството“ на Еразъм е използвано незапазено житие на Еразъм Антиохийски. Възможно е Еразъм да е бил сирийски проповедник, умрял във Формия или мъченик, чийто мощи са пренесени там след завладяването на Сирмиум (сега - Сремска Митровица, Сърбия) от готите в края на IV век.
В IX век латинската версия на „Мъченичеството“ е известна на Адон Виенски. Между 1078 и 1088 година то е преработено от Джовани Кониуло. В тази версия се споменават редица нови подробности, включително посещение в Лихнида (града-предшественик на македонския град Охрид) и Смирна (сега - Измир, Турция) и погребение на тялото на Еразъм от епископ Проб Формийски. След като Кониуло става папа под името Геласий II, освещава в базиликата „Свети Петър“ олтар, посветен на Свети Еразъм. Разказът за Еразъм с някои добавки влиза в „Златната легенда“ на Яков Ворагински.

## Житие според първата версия на „Мъченичеството“
Според „Мъченичеството“ Еразъм е от Антиохия и е епископ на неизвестна катедра, вероятно по подразбиране - Антиохийската. В началото на Диоклециановите гонения , Еразъм бяга в Ливанските планини, където се отдава на аскетичен живот. Глас от небето обаче му казва да се върне в Антиохия и Еразъм се подчинява. Заловен, той е изправен пред съда, на който заявява, че е християнин и отказва да принесе жертва на езическите богове. Подложен е на мъчения, но остава невредим, а после - с помощта на ангел - успява да се спаси от затвора и отива в Сингидунум, Илирик (града-предшественик на Белград), където прекарва 7 години в проповядване на християнството сред езичниците. 
Заловен е и изправен пред император Галерий (293 - 311) в Сирмиум. При влизането си в града чрез молитва превръща в прах идолите (статуите на боговете), в резултат на което, според житието му, жителите и гостите на града масово се покръстват - конкретно 400 000 души стават християни, някои от които приемат мъченическа смърт. Отново е мъчен и отново остава невредим. От затвора го изважда Архангел Михаил. Еразъм се установява в град Формия в Кампания, където умира след 7 дни.

## Мощи
В 590 г. папа Григорий I Римски (Григорий Двоеслов) споменава за мощите на Еразъм в град Формия, над брега на Тиренско море (Gregorius I Magnus Ep. I 8 // PL. 77. Col. 454). В други негови послания се споменава манастир на Архангел Михаил и светиите Максим, Еразъм и Юлиана в Неапол, основан от някоя си Александра (Gregorius I Magnus Ep. X 13-14 // PL. 77. Col. 1075-1076), както и за манастир на свещеномъченика Еразъм близо до планината Соракт (Gregorius I Magnus Ep. I 24 // PL. 77. Col. 468). В 934 година се споменава за църква „Свети Еразъм“ в Кастелоне, а в 1016 година си говори за манастир при храма.
При археологически разкопки под църквата „Свети Еразъм“ във Формия са открити останки от мартирий - правоъгълна сграда с апсида, в който има гробница на светец - с надпис ER[ASMVS]. Изграден е през втората половина на IV век на територията на извънградския некропол. Около времето на папа Григорий I в църквата е изграден полукръгъл коридор, който води до подземната гробница на Еразъм. Liber Pontificalis споменава, че на хълма Целий (един от Седемте хълма на Рим) има манастир „Свети Еразъм“, в който монах е бил Адеодат. След като Адеодат става римски епископ (615 - 618) той разширява и преустройва манастира (Liber Pontificalis Vol. 1. P. 346).
В края на VIII или първата половина на IX век криптата под църквата „Свети Еразъм“ във Формия, в която са погребвани формийските епископи, е разширена, но градът упада и резиденцията на епископите се мести в Гаета, където - при разгрома на Формия от арабите в средата на IX век - мощите на Еразъм са преместени в Гаета и положени в църквата „Света Богородица и Свети Еразъм“, която е изградена наново и осветена в 1106 година.
Части от мощите на Еразъм има в много градове в Европа. В Кьолн в XV век частици от мощите притежават 2 църкви. От началото на XV век части от мощите се пазят в Прага, Чехия. Кардинал Алесандро Риарио (1578 - 1585) полага част от мощите на светеца под главния олтар на „Свети Яков“ в Болоня. В 1587 година главата на Еразъм е пренесена от Гаета в Евора, Португалия.

## Свети Еразъм, като покровител на Охрид
В Охрид има раннохристиянска базилика, посветена на Еразъм, както и скална църква.
Българите възприемат култа към Еразъм като покровител на Охрид и основоположник на местната църковна йерархия от византийците. Вероятно в епохата на Първото българско царство той е разпространен първоначално на територията на цялата страна, но по-късно е с регионален характер – в Югозападна България или дори само в Охрид. Пространното „Мъченичество“ с добавките за посещение в Лихнида е преведено на старобългарски не по-късно от XII век, като езикът на превода няма ярки регионални диалектни черти, но предвид мястото на почитане на Еразъм може да се свърже с Охрид и съответно да се датира не по-късно от X век. В западнобългарските литургически ръкописи от XII-XIV век паметта на Еразъм е според византийските календари - 1, 2 или 3 юни: в кирилската приписка към Асеманиевото евангелие, в най-късната приписка към Охридския апостол от края на XII век, в Скопския апостол и други.
Средновековни изображения на Еразъм в реда на други архиереи има в стенопис в храма „Свети Йоан Богослов Канео“ от края на XIII - началото на XIV век и на външната западна стена на „Свети Никола Болнички“ (1487) в Охрид, както и в параклиса „Свети Йоан Предтеча“ в Протатон заедно с охридските архиереи Николай Кавасила, Климент Охридски и Теофилакт Охридски.